# Cherserigone
Cherserigone is een geslacht van spinnen uit de familie hangmatspinnen (Linyphiidae).

## Soorten
De volgende soorten zijn bij het geslacht ingedeeld:
- Cherserigone gracilipes Denis, 1954